# Réal Béland (père)
Pour les articles homonymes, voir Réal Béland et Béland.
Réal Béland (père) est un acteur et humoriste québécois né le 18 octobre 1920 à Montréal et décédé le 16 mai 1983 à Saint-Eustache. Il est le père de l'humoriste Réal Béland (fils) et de la chanteuse Pier Béland.

## Biographie
C'est en jouant de l'harmonica, le soir après son travail aux usines Angus (Parc Angus) de Montréal que Réal Béland se prépare à entrer dans le monde du spectacle. En effet, en 1938, à l'âge de 17 ans, Juliette Petrie le découvre et l'engage comme musicien pour ses spectacles de burlesques au Théâtre Crystal (Montréal). Il commence une carrière très active et côtoie rapidement les artistes montréalais du monde burlesque tels Manda Parent, Olivier Guimond, père, Rose Ouellette, Paul Desmarteaux, etc.
Par la suite, après la Deuxième Guerre mondiale, il se produit dans le réseau florissant des cabarets montréalais. Il y sera maître de cérémonie, chanteur, comédien avant de s'effacer pour faire place au personnage de Ti-Gus. À la fin des années 1940, alors en tournée à Val d'Or, il y rencontre Denyse Émond, qui fait de la scène depuis quelques mois dans une autre troupe.    
Quelques mois plus tard, Réal Béland forme, avec Denyse Émond, un célèbre duo d'humoristes Ti-Gus et Ti-Mousse qui a eu un immense succès dans les cabarets de Montréal dans les années 1950 et 1960 et qui a perduré pendant près de trois décennies. 
Réal Béland père joue le rôle de Gustave dans la série télé "Moi et l'autre" de Jean Bissonnette et Roger Fournier de 1966 à 1971. Quatre années plus tard, il  fait une apparition dans la comédie "Deux femmes en or" de Claude Fournier. En 1974, il joue dans trois films qui seront des classiques du cinéma québécois. "Les aventures d'une jeune veuve", "C'est jeune et ça sait tout!" et "La pomme, la queue et les pépins". Quelques années plus tard, il joue le rôle de Félix dans la série télé "Y'a pas de problème".
Il joue pour la première fois dans une production française au côté de Pierre Beaudry dans "Le Pont de singe" de 1976. Son dernier film est "Les Chiens chauds". Réal Béland meurt le 16 mai 1983 à l'âge de 62 ans.
En 2009, l'auteur David Lavallée publie aux Éditions JCL, la biographie de Denyse Émond, Ti-Mousse, dans laquelle il retrace l'histoire complète du duo comique Ti-Gus et Ti-Mousse. Ce livre présente également plus d'une centaine de blagues du légendaire duo, ainsi qu'un disque compact sur lequel on reprend de nombreux succès de Denyse Émond et la populaire chanson LES MARINGOUINS interprété par Réal "Ti-Gus" Béland.

## Filmographie
- 1966 : Moi et l'autre (série télé) : Gustave
- 1970 : Deux femmes en or : Raconteur de blagues
- 1974 : La Pomme, la Queue et les Pépins : Maurice
- 1974 : C'est jeune et ça sait tout! : Le jardinier
- 1974 : Les Aventures d'une jeune veuve
- 1975 : Y'a pas de problème (série TV) : Félix
- 1975 : Tout feu, tout femme : Gilles
- 1976 : Le Pont de singe
- 1980 : Les Chiens chauds XXX (Les Chiens chauds) : Carlo

## Discographie
- Chansons de Ti-Mousse : Les grands succès français sur disque, Columbia, FL 4, 1957
- Surprise-Partie des Canadiens, compilation, part. Denyse Émond avec la chanson "Mon Pitou" Columbia FL-208, 1958
- Les grands succès de Denyse Émond, (Ti-Mousse), Columbia, FL-218, 1958
- On chante et on rit, Ti-Gus, Disques Carnaval, C407, 1962
- Une Soirée au Cabaret, Colombia, FL 236, 1960
- Une soirée au cabaret au Casa Loma avec Ti-Gus et Ti-Mousse, Columbia, FL 273, 1961
- Une Soirée au Casa Loma avec Ti-Gus et Ti-Mousse, Columbia, FL 273, année de production non mentionnée
- Ti-Gus & Ti-Mousse: Un rire n'attend pas l'autre..., Trans-Canada International, TSF-1450, 1973
- Ti-Gus & Ti-Mousse : À la demande générale, PROMO-SON, enregistré à la Place des arts de Montréal
- Ti-Gus & Ti-Mousse, Un rire à la seconde, Columbia, FL 297, 1962
- 25 ans de rires avec Ti-Gus et Ti-Mousse, disque-double, PROMO-SON, JPA-7516, 1979
- Le rideau s'ouvre, Denyse Émond, 2004 (disque compact)